# Rassemblement national de la jeunesse
Pour les articles homonymes, voir FNJ.
Le Rassemblement national de la jeunesse (RNJ) — de l'ancien nom Front national de la jeunesse (FNJ) de 1973 à 2018, puis Génération Nation (GN) de 2018 à 2022 — est le mouvement de jeunesse du Rassemblement national. Représentant l'organisation de jeunesse historique du parti, il regroupe les adhérents âgés de 15 à 30 ans. Pierre-Romain Thionnet en est le directeur national depuis novembre 2022.

## Historique

### Débuts
Fondé en décembre 1973, il est présidé par Jean-Marie Le Pen. Selon une brochure de National Hebdo parue en janvier 1995, il divise lui-même son histoire en trois périodes de 1973 à 1995: « l'implantation (1973-83), sous la direction de Christian Baeckeroot, Franck Timmermans et Jean-François Jalkh; l'enracinement (1983-92), réussi par Carl Lang et Martial Bild; le véritable essor (depuis 1992), sous la responsabilité de Samuel Maréchal ».
De 1984 à 1992, le FNJ, sous l'impulsion de Carl Lang, Jean-François Jalkh et Martial Bild engage une implantation départemental uniforme. En 1985, Martial Bild annonce une restructuration avec des assises régionales et des structures jeunes calquées sur celles du FN dans plus de 70 départements, sous la responsabilité directe du secrétaire fédéral. le FNJ revendique a cette période 12 000 adhérents. Imitant la structure du FN, il se dote en 1985 également de sa propre école de cadres et d'un bulletin de liaison (Volontaire) diffusé dans chaque région.
Puis à partir de 1993, le parti décide, avec Samuel Maréchal, d'en faire un outil stratégique : devenir un vivier de futurs cadres. Ainsi Jean-Marie Le Pen décide à la fin de l'année 1994 de confier au FNJ l'intendance de sa campagne présidentielle, notamment la réalisation de son projet de tour de France. Lors des élections municipales de 1995, le Front national fait appel au FNJ pour lui fournir 500 jeunes afin de constituer des listes, faisant élire près de 80 jeunes conseillers municipaux issus de FNJ.
Après une longue période de structuration sous Samuel Maréchal (1992-1999), alors gendre de Jean-Marie Le Pen, il est dirigé par des cadres moins médiatisés. En 2009, le FNJ subit une refonte dont la mesure la plus importante est la suppression du poste de directeur national pour celui de « coordinateur national ». En janvier 2011, Marine Le Pen, nouvelle présidente du Front national, rétablit le poste de directeur national en nommant Nathalie Pigeot, âgée de 38 ans, alors que la limite d'âge pour militer au sein du FNJ est de 30 ans. Marine Le Pen a déclaré vouloir « quelqu’un qui soit formé politiquement ».
Historiquement, le FNJ permet souvent l'accès à un poste de cadre au FN ; plusieurs anciens directeurs comptant parmi les dirigeants du FN : Christian Baeckeroot (premier directeur, futur député de 1986 à 1988), Carl Lang (futur député européen de 1999 à 2009), Martial Bild, Jildaz Mahé et Samuel Maréchal. Cette règle a néanmoins des exceptions : Guillaume Luyt, démissionnaire après le Congrès de Paris (avril 2000), choisit de rejoindre le groupuscule nationaliste-révolutionnaire Unité radicale, puis de cofonder, en 2003, le Bloc identitaire.
Le FNJ revendique un certain nombre d'actions prosélytes : création de l'ARPEJ (Association de recherche pour l'emploi des jeunes, qui milite pour la préférence nationale dans le recrutement des travailleurs), vente de « Z'Card » et de briquets.
Alors que Samuel Maréchal affirme avoir fait du FNJ le premier mouvement de jeunesse, une note conjointe des services de Bruno Gollnisch et Bruno Mégret fuite dans L'Express pour certifier que la structure comptait 2 068 adhérents en 1993 et 1 993 en 1997. Joseph Beauregard et Nicolas Lebourg y voient la « preuve de l'irritation que provoque le gendre de Jean-Marie Le Pen ».
Après la scission mégrétiste de l'hiver 1998, qui voit une grande partie des cadres du Front national quitter le mouvement, et en fonder un nouveau, le Mouvement national républicain (MNR), dans la perspective des élections européennes à venir, le FNJ est partiellement abandonné et ne bénéficie plus de financements aussi importants.
Son leader historique, Samuel Maréchal, démissionne en février 1999, nommant son adjoint, Guillaume Luyt, comme nouveau directeur du FNJ. La publication périodique du FNJ, Agir, cesse d'être publié après l'élection présidentielle de 2007, qui voient un net recul électoral du FN (10,4 % des suffrages).
La reprise partielle, après les élections européennes de 2009, de la structure jeune du Front national, sous l'impulsion de David Rachline, conseiller municipal de Fréjus, aboutit à la constitution d'une première « Coordination nationale » de six membres (David Rachline, Florian Dufait, Fabrice Singier, Laura Lussaud et Stéphanie Koca), présentée publiquement à l'occasion du Conseil national du 14 novembre 2009. Cette structure est la première ébauche de la future « Direction nationale » succédant au Congrès électif de Tours, en janvier 2011. Grégory Gennaro, transfuge du Centre national des indépendants et paysans (CNIP), rejoint la Coordination nationale du FNJ en janvier 2010 et met alors en place le nouveau site national des jeunes FN, fnjeunesse.fr, deux ans après la fermeture de l'ancien site.
Avant le congrès de Tours, la Coordination nationale du FNJ voit le départ de différents membres — Laura Lussaud et Florian Dufait — et la nomination d'Antoine Mellies, Paul-Alexandre Martin et Gauthier Bouchet (septembre 2010). Alors que Marine Le Pen est élue présidente du Front national, le Front national de la jeunesse revendique la constitution, souvent ex nihilo, compte tenu des défections passées des responsables locaux, de soixante-dix fédérations départementales, implantées dans quinze régions métropolitaines, régulièrement réunies, depuis l'été 2009, en Journées d'actions régionales (JAR), chargés de la formation des jeunes militants FN.

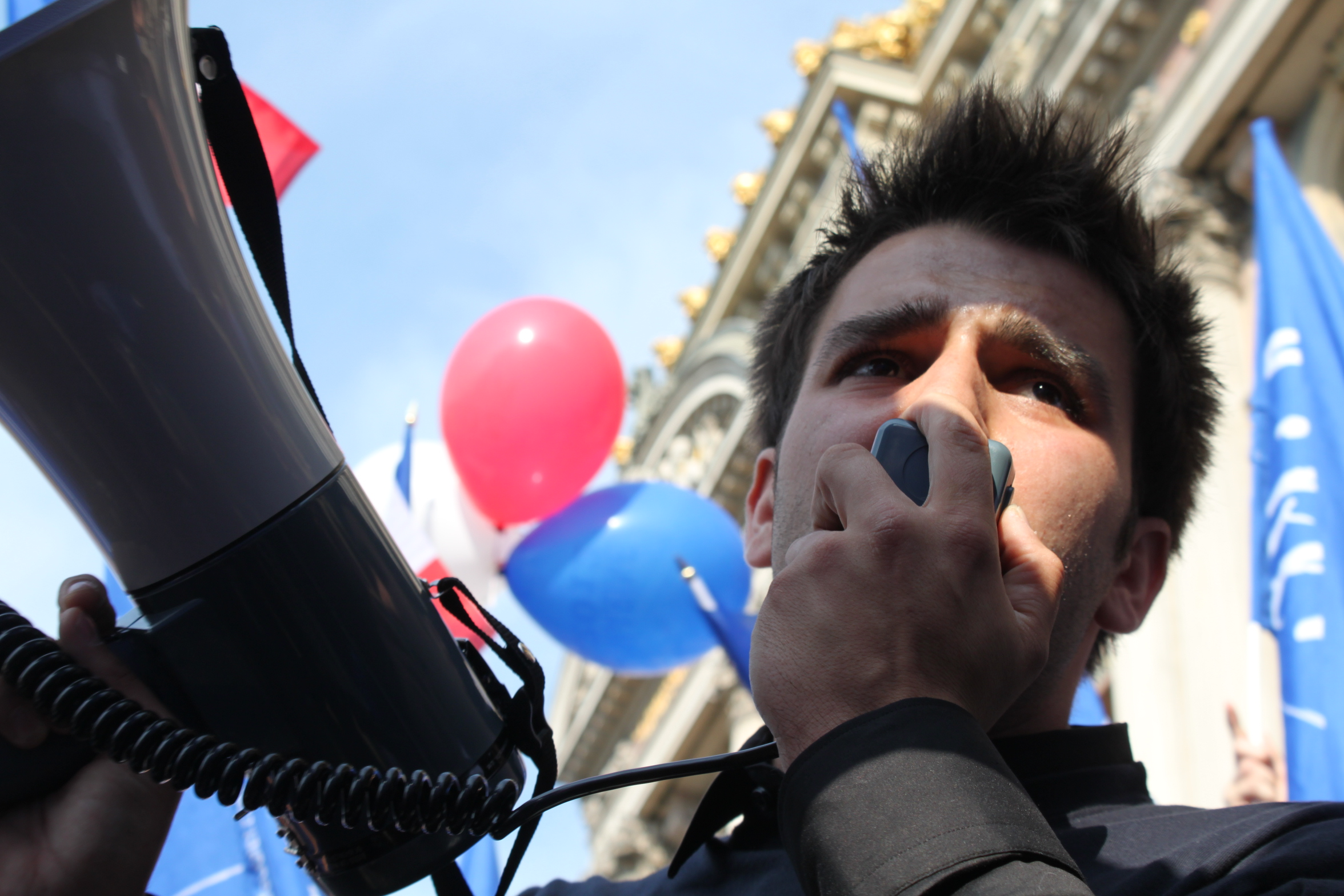
Un militant du Front national de la jeunesse au défilé du 1er mai 2011, à Paris.

Les membres du FNJ se regroupent annuellement en « université d'été » durant une semaine, pour se former au militantisme et discuter de sujets de société tels que l'immigration, la fiscalité ou encore la bioéthique. Ces universités réunissent habituellement quarante à soixante-dix participants. Les dernières se sont tenues en Nièvre (juillet 2008), à Cormont, dans le Pas-de-Calais (août 2010) et à Nice (septembre 2011), pour cette dernière sous le titre de « Journées d'été Les Jeunes avec Marine », en préalable des Journées d'été de Marine Le Pen, tenues les 10 et 11 septembre 2011 au Palais Acropolis. Jusqu'en 2010, les Universités d'été du FNJ désignent des majors, que l'on retrouve en général parmi les cadres nationaux du FN durant les années suivantes (ainsi, Louis Aliot, major FNJ en 1990, devient secrétaire général puis vice-président du Front national). Le dernier major en date est Antoine Mellies, nommé en septembre 2010 à la direction nationale du FNJ.
Durant l’élection présidentielle de 2012, Julien Rochedy met le Front national de la jeunesse (FNJ) de côté pour créer, avec les Jeunes du Front national, les « Jeunes avec Marine » (LJAM), collectif de jeunes partisans de la candidature de Marine Le Pen. Il promet toutefois que le FNJ recouvrera ses fonctions à l'automne suivant. Durant la campagne législative de 2012, Julien Rochedy, par ailleurs candidat dans le Rhône, est évoqué comme futur directeur national du Front national de la jeunesse, nommé à la rentrée suivante par Marine Le Pen selon l'AFP.

### Refonte du FNJ après l'élection présidentielle de 2012

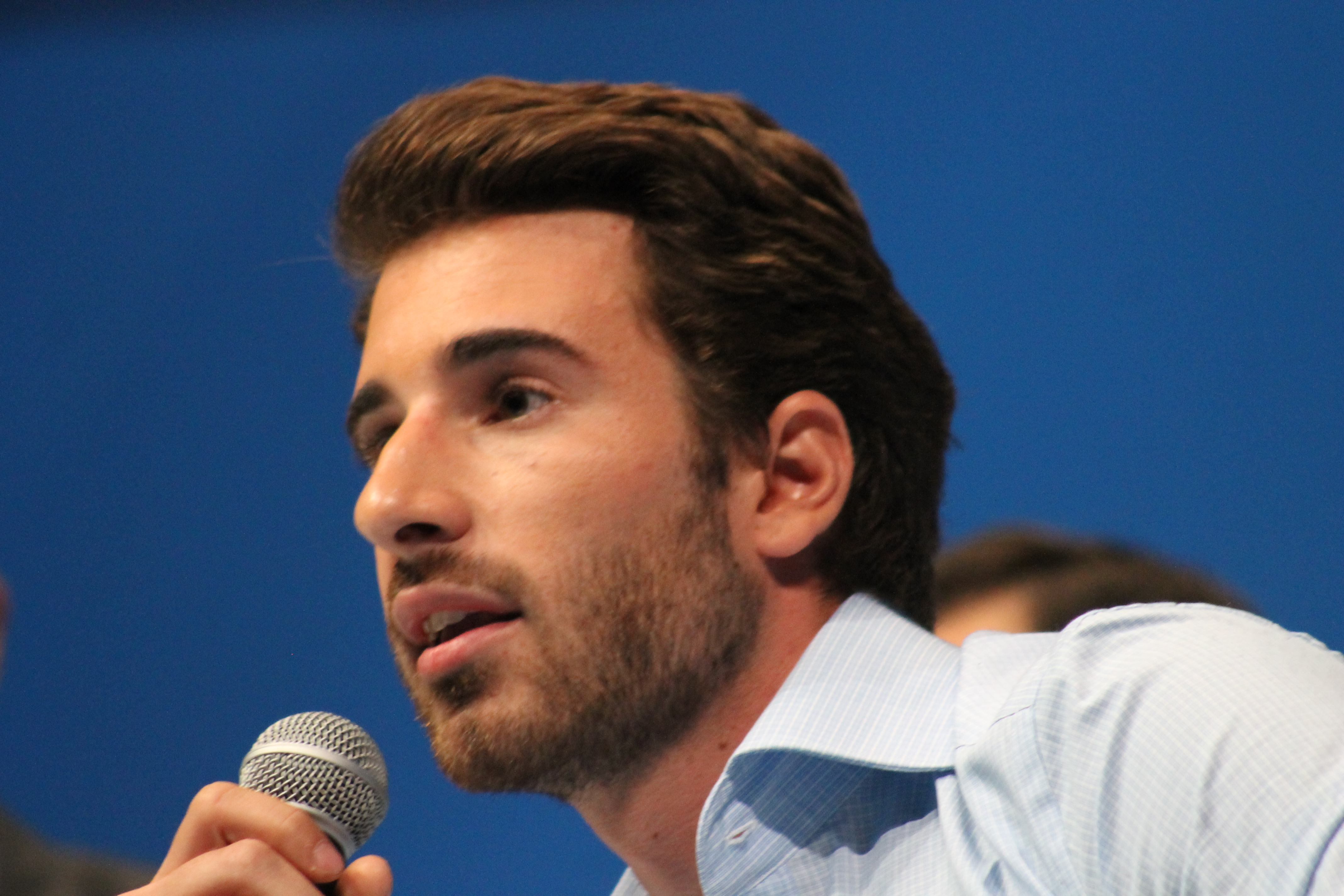
Julien Rochedy, ex-directeur national du FNJ, le 22 septembre 2012 à La Baule.

Une Convention nationale du FNJ est annoncée dans le cadre de l'université d'été du Front national, les 22 et 23 septembre 2012 à La Baule, mais annulée. Dans le même temps, la nomination officielle de Julien Rochedy comme nouveau directeur du FNJ, en remplacement de Nathalie Pigeot et, fait nouveau, sous l'autorité nominale de Steeve Briois, secrétaire général du FN, est entérinée, peu avant, le 29 août 2012. Julien Rochedy publie alors un premier communiqué de presse sur le site Internet du Front national non plus en tant que porte-parole mais « directeur du Front national de la jeunesse », intitulé « Nouveaux programmes d’Histoire : Ils veulent oublier la France ! ».
Nouvellement nommé à la direction du Front national de la jeunesse, Julien Rochedy détaille, en octobre 2012, dans une brochure intitulée "Organisation et fonctionnement du FNJ, 2012-2013", les réformes structurelles apportées au mouvement de jeunesse frontiste : suppression des secrétaires régionaux du FNJ au profit de secrétaires départementaux encadré par un Bureau national (BN) dont les membres sont en partie choisis pour leur ancrage géographique, relance d'un site national du FNJ, organisation d'une Université d'été du FNJ à l'été 2013 et de conseils nationaux réguliers avant cette échéance, départementalisation des pages Facebook FNJ (jusqu'ici, le maillage est uniquement régional) et fermeture des pages Twitter existantes, mise en place d'un règlement intérieur des responsables FNJ, que ceux-ci doivent en conséquence signer.[réf. nécessaire]
En octobre 2014, Gaëtan Dussausaye, jusqu'alors secrétaire départemental du FNJ Paris, prend la succession de Julien Rochedy à la tête du FNJ.
Deux adjoints sont nommés à ses côtés : Jean-Baptiste Vendeville, chargé de la communication et Véronique Fornilli, chargée de l'événementiel et de l'implantation locale[pertinence contestée]. Un nouveau bureau national est mis également en place avec la nomination de « coordinateurs de départements ». Objectifs : étendre l'implantation départementale et locale du FNJ, former les adhérents, et développer la communication numérique du FNJ sur les réseaux sociaux.
Début 2016, la direction nationale du FNJ est renouvelée : Davy Rodriguez est nommé adjoint à la direction nationale chargé de l'implantation locale, et Louis Lo Faro au poste d'adjoint à la direction nationale chargé de la communication numérique. De nouveaux coordinateurs de départements sont nommés et permettent d'agrandir le bureau national du FNJ.
En janvier 2018, Bruno Lervoire succède à Louis Lo Faro au sein de la direction nationale du FNJ, chargé de la communication numérique.
À l'issue du congrès du FN de mars 2018, trois membres du FNJ sont présents dans le bureau national du parti : Jordan Bardella, Ludovic Pajot et Kévin Pfeffer. 
Le 12 mars 2018, Jordan Bardella est nommé directeur national du FNJ.

### Du Front national de la jeunesse à Génération nation
Le 23 juin 2018, en raison du changement de nom du Front national en Rassemblement national, le FNJ devient Génération nation. Le nouveau nom renvoie à la fois à Générations Le Pen, mouvement dédiabolisateur lancé par Marine Le Pen, et à l'organisation plus radicale Génération identitaire.
Jordan Bardella en devient le directeur national jusqu'en juillet 2021, où il cède sa place à Aleksandar Nikolic.
À l'issue des élections législatives de juin 2022, plusieurs membres de Génération Nation sont élus députés, comme Bryan Masson, alors coordinateur régional du mouvement jeune en Provence-Alpes-Côte d'Azur.
Lors du 18e congrès du Rassemblement National, en novembre 2022, Pierre-Romain Thionnet, ancien secrétaire général de la Cocarde étudiante est nommé directeur national. À la suite de ce congrès et de la prise en main du parti par Jordan Bardella, le parti revendique une forte hausse des adhésions jeunes avec plus d'1/3 des nouveaux adhérents ayant moins de 30 ans.

### Le Rassemblement national de la jeunesse
Le 2 décembre 2022, le mouvement jeune prend le nom de Rassemblement national de la jeunesse. Dans la foulée, il se dote d'un nouveau slogan : « Nous n'avons pas fini d'être Français ! » reprenant les mots de Victor Hugo dans L'Année terrible et repris depuis 2017 par Marine Le Pen et Jordan Bardella.
Le 4 décembre, Carla Muti, déléguée départementale du RNJ dans les Pyrénées-Orientales, est élue conseillère départementale aux côtés du maire de Perpignan, Louis Aliot.
En mars 2023, son directeur national, Pierre-Romain Thionnet fait la une du magazine d'extrême droite L'Incorrect aux côtés de Guilhem Carayon, président des Jeunes Républicains et Stanislas Rigault, président de Génération Z. Bien qu’il s’agisse d’un débat entre les trois jeunes hommes, le numéro suscite une polémique chez les Républicains.

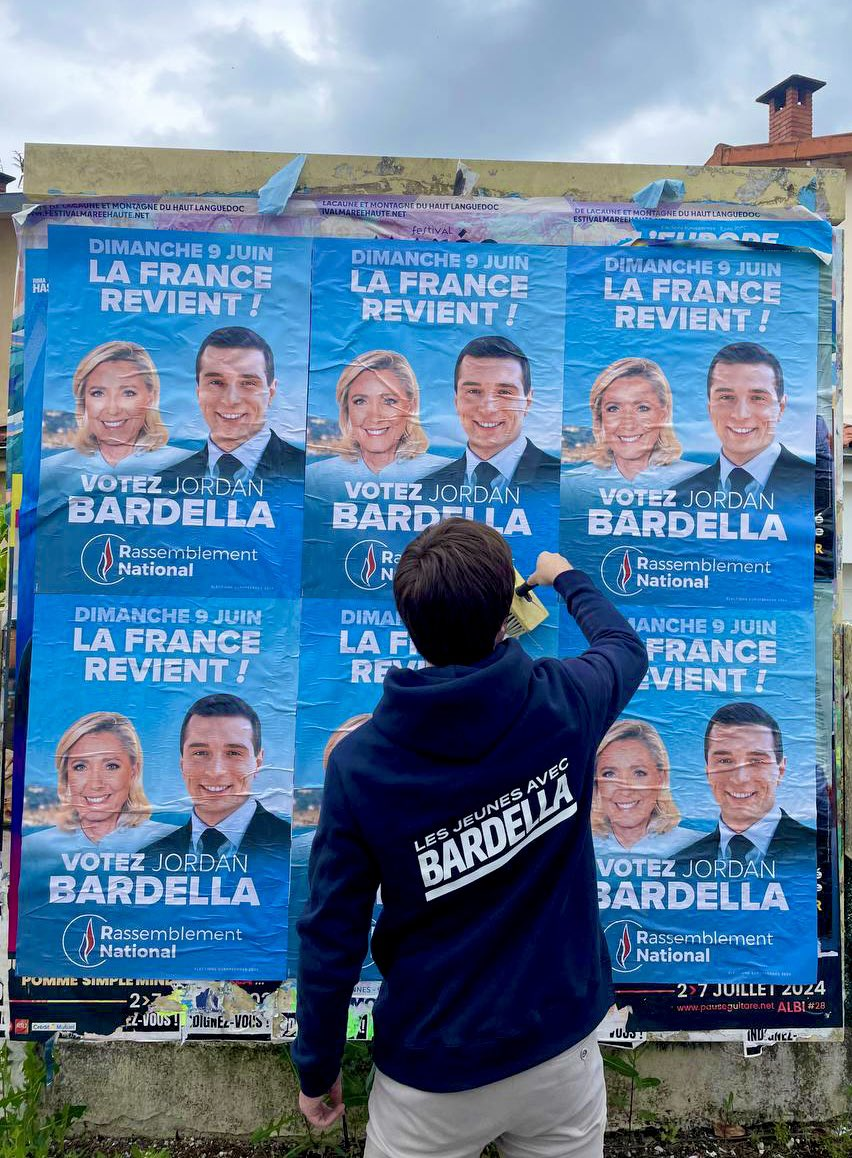
Un militant jeune du RN en juin 2024 lors de la campagne des élections européennes dans le Tarn.

Lors du débat sur la réforme des retraites, le refus des Républicains de voter la motion de censure contre le gouvernement entraîne une vague de défections au sein des Jeunes Républicains, ralliant pour certains le Rassemblement national de la jeunesse,.
Lors des élections européennes du 9 juin 2024, le directeur national du RNJ, Pierre-Romain Thionnet, et ses prédécesseurs Aleksandar Nikolic et Gaëtan Dussausaye sont élus députés européens.

## Direction

### Dirigeants
| Photo                               | Dates | Nom                              | Notes                            |
| Directeurs nationaux (1973-2009)    | Directeurs nationaux (1973-2009)                                                                                          | Directeurs nationaux (1973-2009) | Directeurs nationaux (1973-2009) |
| ----------------------------------- | --- | -------------------------------- | -------------------------------- |
|                                     | 1973-1983 | Christian Baeckeroot             |                                  |
| Carl Lang                           | 1983-1986 | Carl Lang                        |                                  |
|                                     | septembre 1986-mai 1992                                                                                                   | Martial Bild                     |                                  |
|                                     | mai 1992-février 1999 | Samuel Maréchal                  |                                  |
|                                     | février 1999-avril 2000                                                                                                   | Guillaume Luyt                   |                                  |
|                                     | avril 2000-septembre 2001                                                                                                 | Erwan Le Gouëllec                |                                  |
|                                     | septembre 2001-décembre 2004                                                                                              | Louis-Armand de Béjarry          |                                  |
|                                     | janvier-juin 2005 | Arnaud Frery                     |                                  |
|                                     | juin-novembre 2005 | Aucun                            |                                  |
|                                     | décembre 2005-mars 2008                                                                                                   | Alexandre Ayroulet               |                                  |
|                                     | mars 2008-février 2009 | Loïc Lemarinier                  |                                  |
| Coordinateurs nationaux (2009-2011) | |                                  |                                  |
| David Rachline                      | 15 juillet 2009 - 20 janvier 2011                                                                                         | David Rachline                   |                                  |
| Directeurs nationaux (2011-2021)    | |                                  |                                  |
|                                     | 20 janvier 2011 - 29 août 2012                                                                                            | Nathalie Pigeot                  |                                  |
| Julien Rochedy                      | 29 août 2012 - 8 octobre 2014                                                                                             | Julien Rochedy                   |                                  |
|                                     | 8 octobre 2014 - 12 mars 2018                                                                                             | Gaëtan Dussausaye                |                                  |
|                                     | 12 mars 2018 - 4 juillet 2021 Le FNJ devient Génération nation à partir du 23 juin 2018.                                  | Jordan Bardella                  | ,                                |
|                                     | 4 juillet 2021 - 7 novembre 2022                                                                                          | Aleksandar Nikolic               | [ 42 ]                           |
|                                     | depuis le 7 novembre 2022 Génération nation devient le Rassemblement national de la jeunesse à partir du 2 décembre 2022. | Pierre-Romain Thionnet           | [ 43 ]                           |

## Personnalités
- David Rachline : Vice-Président du Rassemblement national, Maire de Fréjus, conseiller régional de Provence-Alpes-Côte-d'Azur et ancien directeur national du RNJ.
- Julien Rochedy : Ancien directeur national du RNJ.
- Jordan Bardella : Président du Rassemblement national, député européen, conseiller régional d'Ile-de-France et ancien directeur national du RNJ.
- Pierrick Berteloot : ancien député du Nord et conseiller régional des Hauts-de-France.
- Victor Catteau : Député du Nord, ancien responsable département adjoint du RNJ Nord.
- Gaëtan Dussausaye : Porte-parole du Rassemblement national, conseiller régional d'Ile-de-France et ancien directeur national du RNJ.
- Jordan Guitton : Député de l'Aube et conseiller régional du Grand-Est.
- Aurélien Lopez-Liguori : Député de l'Hérault et conseiller municipal de Sète.
- Bryan Masson : Député des Alpes-Maritimes, conseiller régional de Provence-Alpes-Côte-d'Azur et ancien coordinateur régional du RNJ en PACA.
- Matthieu Marchio : Député du Nord et conseiller municipal de Somain.
- Alexandre Dufosset : Député du Nord et Conseiller régional des Hauts-de-France.
- Julien Rancoule : Député de l'Aude, conseiller municipal de Limoux et ancien coordinateur régional du RNJ en Occitanie.

## Identité visuelle

Ancien logo du FNJ.
Logo de 2018 à 2022.
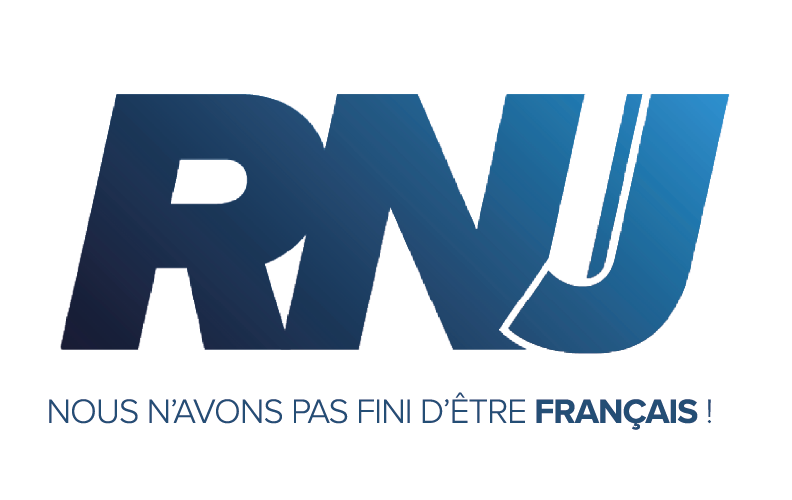
Logo du RNJ depuis décembre 2022.